# Roccia semicoerente
A questa categoria appartengono la maggior parte delle rocce sedimentarie poco cementate o rocce cristalline idrolizzate.
Per sgretolarle basta l'utilizzo di una semplice punta metallica, di una spatola e addirittura in alcuni casi solamente con l'uso delle mani.
In cantiere vengono considerate rocce fresabili e addirittura palabili (semplicemente con l'uso di macchinari per il movimento della terra).